# Hallonnäs

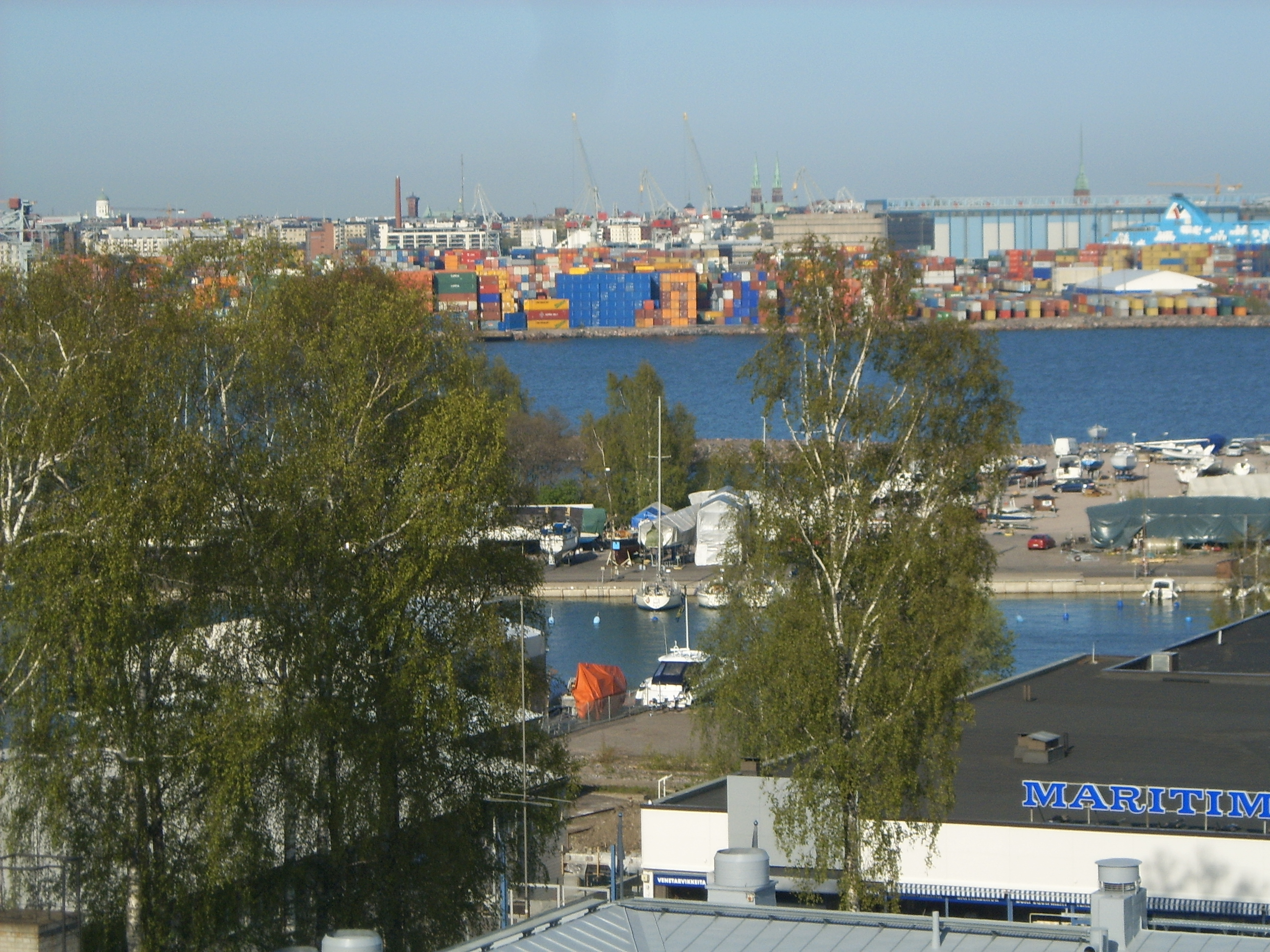
Hallonnäs östra del: i mitten Hallonnäsudden, i bakgrunden Västra hamnen och Helsingfors centrum

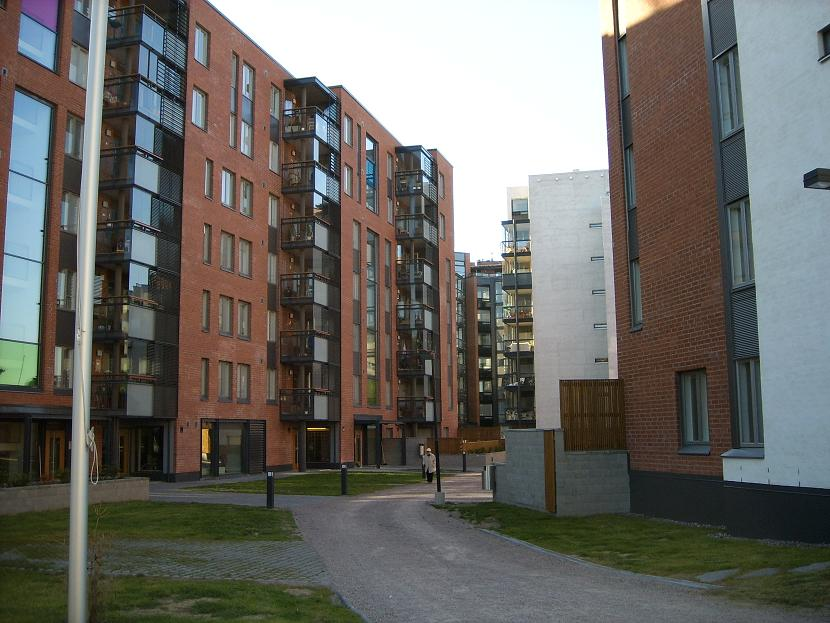
Nya höghus på Hallonnäs

Hallonnäs (fi. Vattuniemi) är en udde och en del av Drumsö i Helsingfors stad. 
Hallonnäs utgör den sydligaste spetsen av Drumsö och hyser främst bostadshus men också en del småindustrier, kontor och affärsutrymmen. Hallonnäs byggdes på 1950-talet som ett industriområde. Sedan 1970-talet har området förändrats märkbart då industri- och kontorsbyggnader har rivits och ersatts med bostadshus. Byggnationen har fortsatt in på 2000-talet. I dag är priserna på bostäder i Hallonnäs högt och området är ett mycket uppskattat bostadsområde. 